# Monedas de euro de Eslovenia
El euro (EUR o €) es la moneda oficial de las instituciones de la Unión Europea desde 1999, cuando sustituyó al ECU, de los Estados que pertenecen a la eurozona y de los micro-Estados europeos con quienes la Unión tiene acuerdos al respecto. También es utilizado de facto en Montenegro y Kosovo. Las monedas de euro están diseñadas de tal manera que en su anverso muestran un diseño específico del Estado emisor mientras que en su reverso muestran un diseño común.
El 1 de enero de 2007, Eslovenia se convirtió en el decimotercer país de la Unión Europea en adoptar el euro como moneda oficial, y el primer país en hacerlo después del lanzamiento de las monedas y billetes en 2002, sustituyendo al tólar esloveno. El 11 de julio de 2006, se había establecido la tasa de cambio irrevocable en 239,640 tólares eslovenos = 1 euro.

## Diseño regular
Las monedas de euro eslovenas tienen todas un diseño diferente. Fueron presentadas el 7 de octubre de 2005. El diseño fue realizado por Miljenko Licul, Maja Licul y Janz Boljka. Todas las monedas llevan las 12 estrellas de la UE, la palabra SLOVENIJA (Eslovenia) y el año de acuñación.
| Motivos de las monedas de 1 cts                                                     |
| \| \| \| cigüeñas representación heráldica que da motivo a las monedas de 1 cts. \| |
|                                                                                     |
| cigüeñas representación heráldica que da motivo a las monedas de 1 cts.             |

| Motivos de las monedas de 2 cts                                                                |
| \| \| \| Piedra del Príncipe representación heráldica que da motivo a las monedas de 2 cts. \| |
|                                                                                                |
| Piedra del Príncipe representación heráldica que da motivo a las monedas de 2 cts.             |

| Motivos de las monedas de 5 cts                                                                |
| \| \| \| Sejalec (Sembrador) representación heráldica que da motivo a las monedas de 5 cts. \| |
|                                                                                                |
| Sejalec (Sembrador) representación heráldica que da motivo a las monedas de 5 cts.             |

| Motivos de las monedas de 10 cts                                                                |
| \| \| \| Parlamento Esloveno representación heráldica que da motivo a las monedas de 10 cts. \| |
|                                                                                                 |
| Parlamento Esloveno representación heráldica que da motivo a las monedas de 10 cts.             |

| Motivos de las monedas de 20 cts                                                      |
| \| \| \| Lipizzano representación heráldica que da motivo a las monedas de 20 cts. \| |
|                                                                                       |
| Lipizzano representación heráldica que da motivo a las monedas de 20 cts.             |

| Motivos de las monedas de 50 cts                                                                                           |
| \| \| \| La montaña Triglav y la constelación de Cáncer representación heráldica que da motivo a las monedas de 50 cts. \| |
| |
| La montaña Triglav y la constelación de Cáncer representación heráldica que da motivo a las monedas de 50 cts.             |

| Motivos de las monedas de 1 euro                                                          |
| \| \| \| Primož Trubar representación heráldica que da motivo a las monedas de 1 euro. \| |
|                                                                                           |
| Primož Trubar representación heráldica que da motivo a las monedas de 1 euro.             |

| Motivos de las monedas de 2 euro                                                               |
| \| \| \| Himno de Eslovenia representación heráldica que da motivo a las monedas de 2 euro. \| |
|                                                                                                |
| Himno de Eslovenia representación heráldica que da motivo a las monedas de 2 euro.             |

| 0,01 € | 0,02 €                                                                                       | 0,05 € |
| --- | -------------------------------------------------------------------------------------------- | --- |
| |                                                                                              | |
| Una cigüeña, motivo tomado de la antigua moneda de 20 SIT                                                                                   | Piedra del Príncipe (donde era instalado el duque de Carantania)                             | "El sembrador de estrellas", pintura de Ivan Grohar                                                                        |
| 0,10 € | 0,20 €                                                                                       | 0,50 € |
| |                                                                                              | |
| Diseño planeado por Jože Plečnik para el edificio del parlamento nacional, con la inscripción KATEDRALA SVOBODE (“Catedral de la Libertad”) | Dos caballos lipizzanos, con la inscripción LIPICANEC (“Lipizzano”)                          | La montaña Triglav y la constelación de Cáncer(1), con el verso de Jakob Aljaž OJ TRIGLAV MOJ DOM (“Oh Triglav, mi hogar”) |
| 1,00 € | 2,00 €                                                                                       | 2 € (canto) |
| |                                                                                              | |
| El reformador y predicador Primož Trubar, con la leyenda STATI INU OBSTATI (“mantenerse y existir”)                                         | El poeta France Prešeren y el primer verso de la séptima estrofa del himno nacional esloveno | |

(1)Eslovenia obtuvo la independencia bajo el signo zodiacal de Cáncer.
En 2008, la Comisión Europea dictó una recomendación (que en 2012 pasó a ser reglamento) sobre las caras nacionales de las monedas de euro. Debido a ello, Eslovenia debe cambiar sus diseños para cumplir con lo siguiente: "En la cara nacional deben figurar las doce estrellas europeas, que han de rodear por completo el diseño nacional, incluida la indicación del año de emisión y la del nombre del Estado miembro emisor". Eslovenia está obligada a adecuar sus diseños como tarde el 20 de junio de 2062. En las monedas conmemorativas de 2 euros, siempre ha cumplido con lo anterior.

## Cantidad de piezas acuñadas
Las monedas de euro de Eslovenia han sido acuñadas en otros países de la eurozona (en 2007, en Finlandia; en 2008, en los Países Bajos; entre 2009 y 2011, en Finlandia; en 2012 y 2013, en Eslovaquia; y desde 2014, en los Países Bajos).
|      | €0.01 | €0.02 | €0.05 | €0.10 | €0.20 | €0.50 | €1.00 | €2.00 |
| ---- | ----- | ----- | ----- | ----- | ----- | ----- | ----- | ----- |
| 2007 |       |       |       |       |       |       |       |       |
| 2008 |       |       |       |       |       |       |       |       |
| 2009 |       |       |       |       |       |       |       |       |
| 2010 |       |       |       |       |       |       |       |       |
| 2011 |       |       |       |       |       |       |       |       |
| 2012 |       |       |       |       |       |       |       |       |
| 2013 |       |       |       |       |       |       |       |       |
| 2014 |       |       |       |       |       |       |       |       |
| 2015 |       |       |       |       |       |       |       |       |

## Monedas conmemorativas en euro de Eslovenia
Para más información, véase monedas conmemorativas de 2 euros.
| Año  | Motivo | Emisión | Imagen |
| 2007 | 50º aniversario del Tratado de Roma |         |        |
| 2008 | 500º aniversario del nacimiento de Primož Trubar La parte interior de la moneda muestra la efigie de Primož Trubar de perfil, mirando hacia la izquierda. A la izquierda, en dos semicírculos, aparecen las inscripciones PRIMOŽ TRUBAR y 1508 · 1586. Abajo a la derecha aparece también en semicírculo la inscripción SLOVENIJA 2008 («ESLOVENIA 2008»). En el anillo exterior de la moneda aparecen las doce estrellas de la Unión. |         |        |
| 2009 | Diseño común: X aniversario de la creación de la Unión Económica y Monetaria |         |        |
| 2010 | 200º aniversario del Jardín Botánico de Liubliana La parte interior de la moneda muestra la Hladnikia pastinacifolia. En la parte inferior izquierda, su nombre científico está escrito en arco. Rodea la imagen la leyenda SLOVENIJA 2010 · 200 LET · BOTANIČNI VRT · LJUBLJANA («ESLOVENIA 2010 · 200 AÑOS · JARDÍN BOTÁNICO · LIUBLIANA»). La parte exterior de la moneda muestra las doce estrellas de la Unión.                   |         |        |
| 2011 | 100º aniversario del nacimiento de Franc Rozman «Stane» |         |        |
| 2012 | Diseño común: X aniversario de la puesta en circulación de los billetes y monedas en euros |         |        |
| 2013 | 800º aniversario de la primera visita a la Cueva de Postojna |         |        |
| 2014 | 600º aniversario de la coronación de Bárbara de Celje |         |        |
| 2015 | 2000º aniversario del asentamiento romano de Emona |         |        |
| 2015 | Diseño común: 30º aniversario de la Bandera europea |         |        |
| 2016 | 25º aniversario de la independencia de Eslovenia |         |        |
| 2017 | 10º aniversario del euro en Eslovenia |         |        |
| 2018 | Día mundial de las abejas |         |        |
| 2019 | Centenario de la fundación de la Universidad de Ljubljana |         |        |
| 2020 | 500º aniversario del nacimiento de Adam Bohorič |         |        |
| 2021 | Bicentenario del primer museo de Eslovenia |         |        |
| 2022 | 150º aniversario del nacimiento del arquitecto Jože Plečnik |         |        |
| 2022 | Diseño común: 35º aniversario del programa Erasmus |         | [ ]    |

## Controversia
El uso de la Piedra del Príncipe en la moneda de 2 céntimos provocó un pequeño revuelo político en el estado austriaco de Carintia. La piedra, un fragmento de una antigua columna romana de la cercana Virunum que se usó en el ritual de instalación de los príncipes de Carantania y más tarde del ducado de Carintia, se conserva en un museo en Klagenfurt (en esloveno: Celovec), la capital de Carintia, donde también es considerado un icono histórico del Estado. El gobierno del Estado de Carintia emitió una resolución de protesta el 25 de octubre de 2005, que fue rechazada por "no ser tomada en serio" por el entonces ministro de Relaciones Exteriores de Eslovenia, Dimitrij Rupel. Sin embargo, también hubo objeciones contra su uso en el lado esloveno. Por motivos académicos, por ejemplo, Peter Štih, profesor de historia en la Universidad de Liubliana y miembro de la Academia de Ciencias de Eslovenia, argumentó que la Piedra del Príncipe no puede considerarse un símbolo histórico esloveno sino carintio.